# Erdeessen
Mit Erdeessen, griechisch Geophagie, wird das Phänomen bezeichnet, bestimmte Erdsorten zu essen, das bei Tieren und vereinzelt auch beim Menschen beobachtet wurde, historisch insbesondere in Notzeiten. Hierbei wird dann gelegentlich von „essbaren Erden“ gesprochen. In der Pathologie wird dieses Verhalten auch als Pica-Syndrom bezeichnet. In der Alternativmedizin wird heutzutage noch etwa Heilerde sowie Ähnliches angewandt.

## Menschen

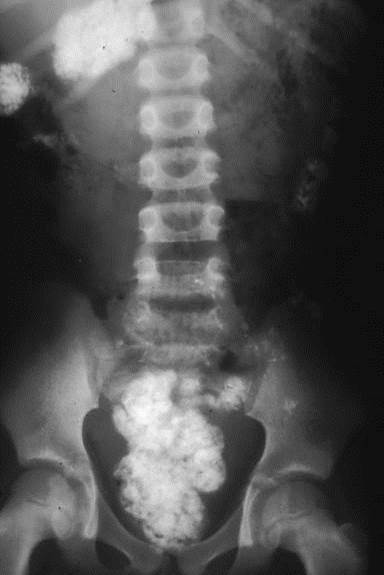
Die Kieselsäure im Boden, die von einer Afrikanerin gegessen wurde, erscheint auf dieser einfachen Röntgenaufnahme weiß.

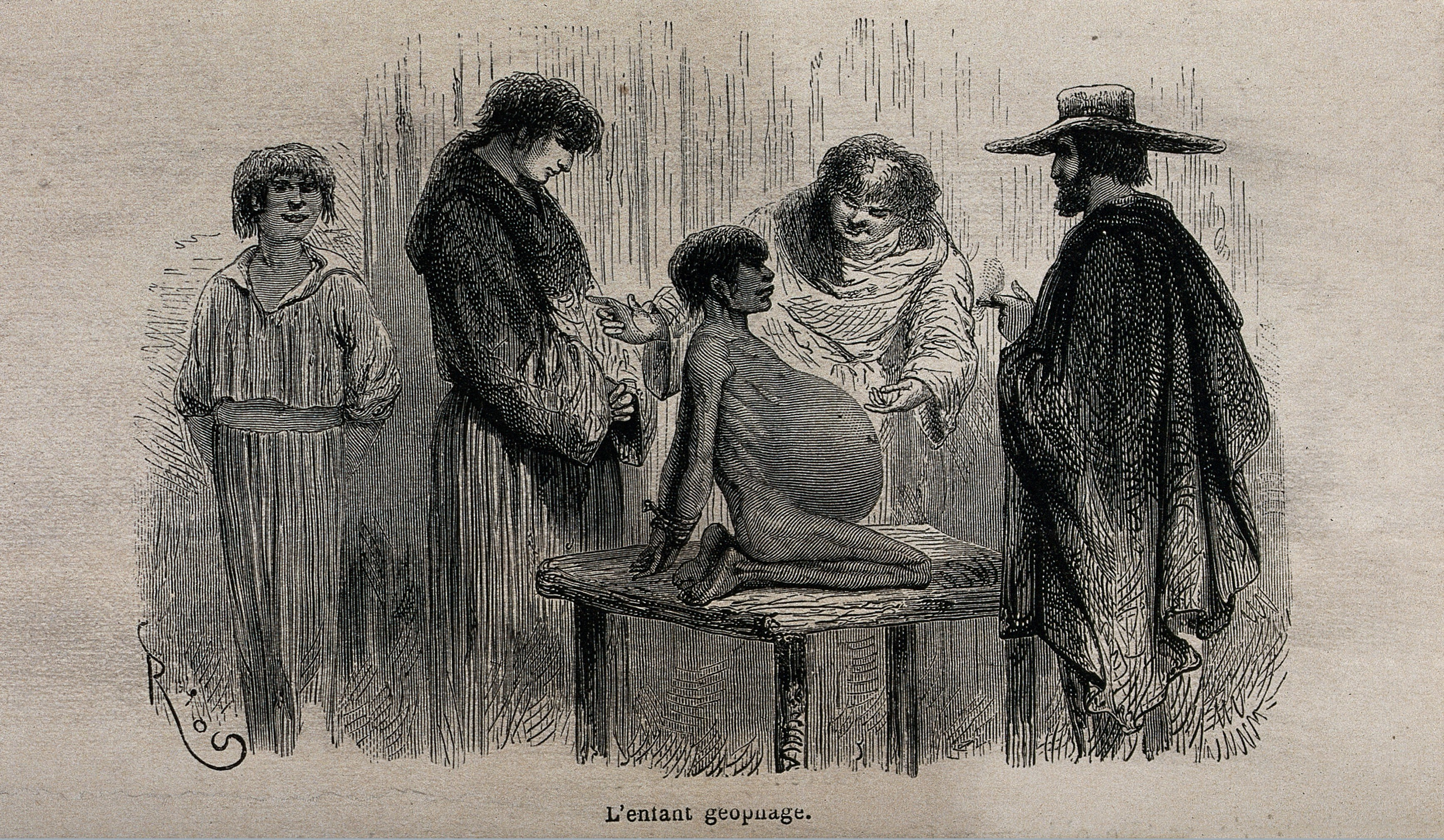
Ein fünfjähriges Mädchen in Peru mit dem Wunsch, Erde (Geophagia) zu essen. Holzstich von E. Riou, 186-.

### Beschreibungen und mögliche Ursachen
Beschreibungen des Erdeessens gibt es aus vielen Teilen der Welt. Meist beziehen sich die Berichte auf vergangene Jahrhunderte und Naturvölker oder Entwicklungsländer. Oft wird der Verzehr besonders ton- oder salzhaltiger Erden geschildert.
Verzehrt werden Erden aus vielerlei Gründen, die nicht in jedem Einzelfall zu klären sind. Bekannte Interpretationen beziehen sich auf Erdeessen aus Not (Unterernährung), aus Sucht, aus religiösen Gründen oder als Heilmittel etwa im Bereich medizinischer Selbstbehandlung und volksmedizinischer Überzeugung. In anderen Fällen handelt es sich auch möglicherweise um instinktiv angegangene Stoffwechsel-Mangelerscheinungen (Spurenelemente) oder Besonderheiten im Ernährungsverlangen schwangerer Frauen.
Die Geophagie wurde 1852 als Selbstmedikation gegen Anämie nach Malaria in Verbindung gebracht, was aber später (1906) in Abrede gestellt wurde: Umgekehrt sei Anämie die Folgeerscheinung der Geophagie.

### Abgrenzung und Unterscheidungen
Traditionell wird etwa Kieselerde als Nahrungsergänzungsmittel angeboten. Auch Heilerde ist ein heute noch gelegentlich verwendetes medizinisches Pulver aus Lösserde.
Mit der Urkost gibt es ein Ernährungskonzept, zu dem es gehört, gelegentlich auch Erde zu essen.

### Anthropologische und historische Beweise
Einige Forscher glauben, dass der Mensch zuerst Boden in Afrika gegessen hat:

„The oldest evidence of geophagy practised by humans comes from the prehistoric site at Kalambo Falls on the border between Zambia and Tanzania (Root-Bernstein & Root-Bernstein, 2000). Here, a calcium-rich white clay was found alongside the bones of Homo habilis (the immediate predecessor of Homo sapiens).“

Geophagie ist in Stammesgesellschaften und traditionellen ländlichen Gesellschaften auf der ganzen Welt nahezu universell (obwohl sie anscheinend in Japan oder Korea nicht dokumentiert wurde). In der antiken Welt haben mehrere Autoren das Phänomen der Geophagie erwähnt. Plinius der Ältere soll die Einnahme von Erde auf der Insel Lemnos, einer griechischen Insel, bemerkt haben, und die Nutzung der Böden von dieser Insel wurde bis zum 14. Jahrhundert beobachtet. Das Lehrbuch von Hippokrates erwähnt Geophagie und das berühmte medizinische Lehrbuch mit dem Titel „De medicina“, herausgegeben von Aulus Cornelius Celsus scheint Anämie mit Geophagie zu verbinden.
Alexander von Humboldt berichtete vom Erdeessen bei den Otomaken.
Aus einem Reisebericht, 1834 veröffentlicht:

„Bei Personen, die gewohnheitsmässig Lehm essen, zeigt die Haut eine gewisse Aehnlichkeit mit der Haut von Leuten, die im ersten Stadium der Elephantiasis stehen; solche Menschen sehen aufgedunsen aus und klagen über Schwäche und Schmerzen in den Beinen. Unter den Pokomo ist das Lehmessen nicht üblich, dagegen soll es unter den Sklaven der Küstenbevölkerung verbreitet sein. Herr Tappin, der Führer des Missionsdampfers „Highland Lassie“, welcher den Verkehr zwischen Sansibar und Mombasa-Frere-Town, den Stationen der Church Missionary Society, versah, erzählte darüber Folgendes: Er habe während 5½ Jahren in der Zuckerfabrik des Engländers Frazer in Kokotoni auf der Insel Sansibar Gelegenheit gehabt, gewohnheitsmässige Lehmesser zu beobachten. Von 700 daselbst beschäftigten Sklaven, die monatelang von 2 Uhr nachts bis 9 und 11 Uhr abends hart arbeiten mussten, ass die grössere Hälfte Lehm und befand sich stets wohl dabei. Frauen mit Säuglingen verspeisten regelmässig Lehm und stillten mit ihm den Hunger ihrer drei- bis fünfjährigen Kinder. Es wurde stets nur trockener Lehm gegessen; um ihn in genügender Menge verfügbar zu haben, errichteten die Leute kleine Gestelle und trockneten darauf den zu kleinen, dünnen Scheiben oder Strängen geformten nassen Lehm. Wurde ihnen hierzu keine Zeit gelassen, oder war anderweit kein trockener Lehm zu erlangen, so verzehrten sie Lehm von den Hauswänden und beschädigten dieselben dadurch bedeutend, so dass es zuweilen zu recht unerfreulichen Auseinandersetzungen kam. Erhielten die Leute keinen Lehm, so wurden sie missmutig, schwach und „krank wie Trinker“. Die von einem Erwachsenen im Laufe eines Tages verspeiste Menge Lehm schätzte Herr Tappin auf mindestens 1 Pfund und gab an, dass die Lehmesser wenig andere Lebensmittel zu sich nehmen und selbst dann, wenn sie hungrig sind, den Lehm allen anderen Speisen vorziehen.“

„Der Hunger treibt auch viele dazu, Erde zu essen. In ganz Alabama, Mississippi, und North Carolina essen viele schwarze Frauen oft bis zu 50 Prozent — Lehm. Diese apathische und durch Anämie erschöpfte Frau führte mich zu dem Hang, wo sie gewöhnlich nach »Essen« grub, das sie mit ihrem Sohn teilte. »Ißt du Erde?« »Manchmal…« »Schmeckt sie gut?« »Ja.« (Überrascht) »Hast du nie welche gegessen?« […] »Wer ißt hier sonst noch Erde?« »Meine Mutter und meine Tante da oben in dem weißen Haus. Ich denke, alle.«“

#### Aus Meyers Konversations-Lexikon, 4. Auflage. von 1888–1890
Dieser Artikel basiert auf einem gemeinfreien Text aus Meyers Konversations-Lexikon, 4. Auflage von 1888 bis 1890.
„Das Erdeessen findet sich beispielsweise in den Sandsteingruben des Kyffhäuser und im Lüneburgischen, wo die Arbeiter einen feinen Ton, die sogenannte Steinbutter, auf das Brot streichen. Andre Gegenden Europas, in denen Erdeessen vorkommt, sind Steiermark, Treviso (Oberitalien), Sardinien, wo die Erde wie andere Lebensmittel auf den Markt gebracht wird; der äußere Norden von Schweden und die Halbinsel Kola, wo die Erde, eine als Bergmehl bezeichnete Infusorienerde, unter das Brot verbacken genossen wird.
Als Leckerbissen dient Erde in großer Menge in Persien, trotz eines gegen Ende des 19. Jahrhunderts erlassenen Verbots. In den Basaren kauft man einen weißen, feinen, etwas fettig anzufühlenden Ton und unregelmäßige, weiße, feste Knollen, die sich feinerdig anfühlen und etwas salzig schmecken.
Auch die Damen der spanischen und portugiesischen Aristokratie betrachteten einst die Erde von Ertemoz als große Delikatesse.
Neben diesem Gebrauch, die Erde als Nahrungsmittel zu genießen, der sich auf alle Tropenländer und viele subtropische Gebiete erstreckt und in Amerika und Afrika am verbreitetsten ist, findet sich beispielsweise in Nubien die Sitte, Erde als Arzneimittel zu genießen. An anderen Orten ist diese Sitte mit religiösen Motiven vermischt, und an andern erscheint sie als religiöse Handlung allein, wie auf Timor.
Für die so weitverbreitete Sitte des Erdeessens dürfte es viele, grundverschiedene Ursachen geben. Nicht ausgeschlossen ist, dass die Erde einen gewissen Wohlgeschmack hervorrufen könne; abgesehen davon sind viele Erdarten salzhaltig, so dass der Genuss der Erde in vielen Fällen als Ersatz des Salzgenusses angesehen werden kann. Ferner kommt Erdeessen im Verlauf verschiedener, zumeist in den Tropen heimischer Krankheiten vor, namentlich bei der durch den Darmparasiten Anchylostomum duodenale hervorgerufenen Blutarmut.

### Zeitgenössische Praktiken

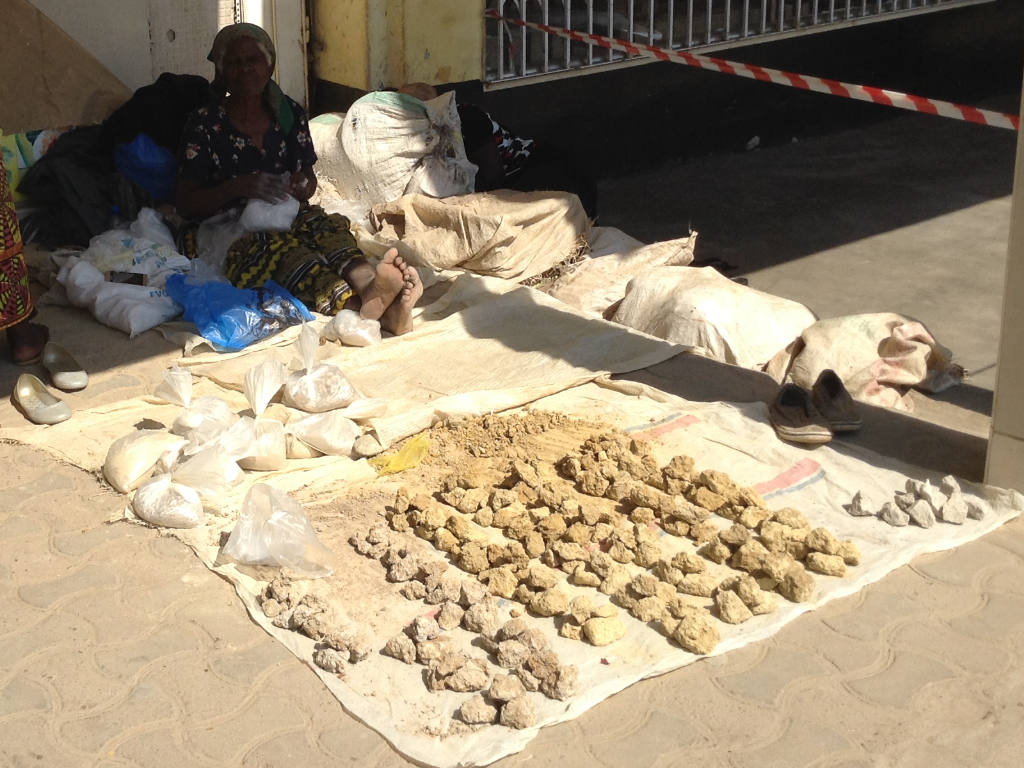
Mehrere verschiedene Steine aus tonähnlichem Material, die auf einem lokalen Markt in Kabwe, Sambia, verkauft werden. Diese werden normalerweise von schwangeren Frauen gekauft und konsumiert.

Auch heute noch werden Muddy Cake in Afrika in Handarbeit hergestellt und gegessen. In den Bergdörfern im Uluguru (Region Morogoro/Tansania) werden die Schlammkekse aus der dort angeblich besonders mineralstoffreichen roten Erde hergestellt. Die rote Erde wird zunächst in zwei Arbeitsgängen fein zerstampft, auf dem Boden getrocknet und in Säcke gefüllt. Daraufhin werden zwei Handvoll Erde entnommen, mit Wasser vermischt und mit den Händen zu einem Lehmklumpen geknetet. Im nächsten Arbeitsgang werden aus diesem noch feuchten Klumpen Teile abgebrochen und von Hand auf einem Holzbrett zu einem zylinderförmigen Stab mit etwa 10 cm Länge und 3 cm Dicke gerollt. Diese Stücke werden dann auf dem Boden getrocknet, bis sie ausgehärtet sind. Jeder Arbeitsgang wird von einer anderen der Frauen, die gemeinsam im Kreis auf dem Boden sitzen, durchgeführt. Dutzende solcher Muddy-Cake-Stäbe werden dann gemeinsam verpackt und in den Dörfern und auf dem Markt verkauft. Der Muddy Cake ist steinhart, lässt sich aber mit den Zähnen abbeißen und im Mund zermalmen, er schmeckt sandig und nach Erde. Die Frauen empfehlen diese Muddy Cakes besonders für Schwangere, weil angeblich Eisen und Folsäure in hoher Konzentration enthalten sein sollen. Schwangere Frauen der Region essen davon 4–5 Stück am Tag. Die Stäbe werden auch als Hautfarbe zum Schmuck benutzt, vor der Anwendung aber wieder befeuchtet.
Dreckkekse, geformt aus gelbem Lehm der Hochebene, Salz und Pflanzenfett, seien in den Slums von Haiti seit dem Erdbeben von 2010 eine regelmäßige Mahlzeit geworden. Ursprünglich wurden sie als Kosmetikmittel (zum Peeling) und als Heilmittel angeboten, um Magensäure zu binden, und für Kinder und Schwangere als Kalziumquelle. Auch verschiedene Videoreportagen zeigen Menschen, die Erdfladen gegen Hunger essen. Diesbezüglichen Pressemitteilungen, Fotoreportagen und Filmberichten wurde von der in Deutschland und Haiti lebenden Filmemacherin Claudette Coulanges, einer gebürtigen Haitianerin, widersprochen: „Ich kann mich an einige Frauen erinnern, vor allem Schwangere, die gelegentlich getrocknete Tonerde knabberten oder lutschten. Doch das hatte nichts mit Hunger zu tun.“ und „Völliger Unsinn, denn wer kann sich denn in einem Slum – ganz abgesehen von dem feuchtheißen Klima – Butter leisten?“
Am Macaulay Institute in Aberdeen wurden 30 lehmige Kostproben darauf untersucht, „inwiefern sie das chemische Potenzial besitzen, mit giftigen Nahrungsstoffen aufzuräumen. Die Analyse könnte wissenschaftlich bestätigen […]: Dreck reinigt den Magen.“

### Krankheit
Siehe auch: Pica-Syndrom
Dieser Artikel basiert auf einem gemeinfreien Text aus Meyers Konversations-Lexikon, 4. Auflage von 1888 bis 1890.
Das Erdeessen kann auch einen verkehrten Nahrungstrieb darstellen, wie er sich bei Bleichsüchtigen und Hysterischen, auch bei jüngeren Mädchen findet (Pica chlorotica), die beispielsweise Kreide, Schiefer, Griffel in den Mund nehmen und daran kauen, auch alten Mörtel essen.
Charakteristisch für den regelmäßigen Erdeesser ist der Hängebauch, allgemeine Abmagerung, Anschwellung der Leber und Milz. Auffällig ist die Häufigkeit leidenschaftlichen Erdeessens im kindlichen Lebensalter.
Risiken des Erdeessens liegen unter anderem in der Übertragung von Krankheiten oder Aufnahme von Darmparasiten und möglichen Schwermetallen im Boden
(Vergiftungserscheinungen).
Die Aufnahme von Lehm kann durch Bindung von Kalium und Eisen zu Hypokaliämie sowie Eisenmangel führen.

## Tiere
Geophagie ist im Tierreich weit verbreitet. Galenos, der griechische Philosoph und Arzt, war der erste, der die Verwendung von Lehm oder Kaolin  durch kranke oder verletzte Tiere im 2. Jahrhundert n. Chr. feststellte. Diese Art von Geophagie wurde bei „vielen Säugetierarten (Tapire, Waldelefanten, etc.), Vögeln, Reptilien, Schmetterlingen und Isopoden, insbesondere unter Pflanzenfressern“ dokumentiert. Sie dient meist zur Aufnahme von Mineralien.
Rinder fressen lehmhaltige Erde von Termitenhügeln, um Krankheitserreger oder Toxine zu deaktivieren, die etwa mit Früchten aufgenommen wurden.

### Primaten
Vier Gründe für die Aufnahme von Erde durch Primaten werden angenommen:
1. Erdmineralien adsorbieren Giftstoffe wie Phenole und Sekundärmetaboliten,
2. die Aufnahme von Erde puffert die Magensäure und reguliert den pH-Wert im Verdauungstrakt,
3. Erde wirkt Durchfall entgegen,
4. Erde wirkt gegen Endoparasiten.

Zusätzlich wurde vorgeschlagen, dass aus der Erde Mineralstoffe und andere aufgenommen werden, um eine nährstoffarme Ernährungsweise anzureichern und die Eisenversorgung des Körpers zu verbessern.
Insbesondere von Schwarz-weißen Stummelaffen, Berggorillas und Schimpansen ist bekannt, dass sie Erde essen.

### Vögel

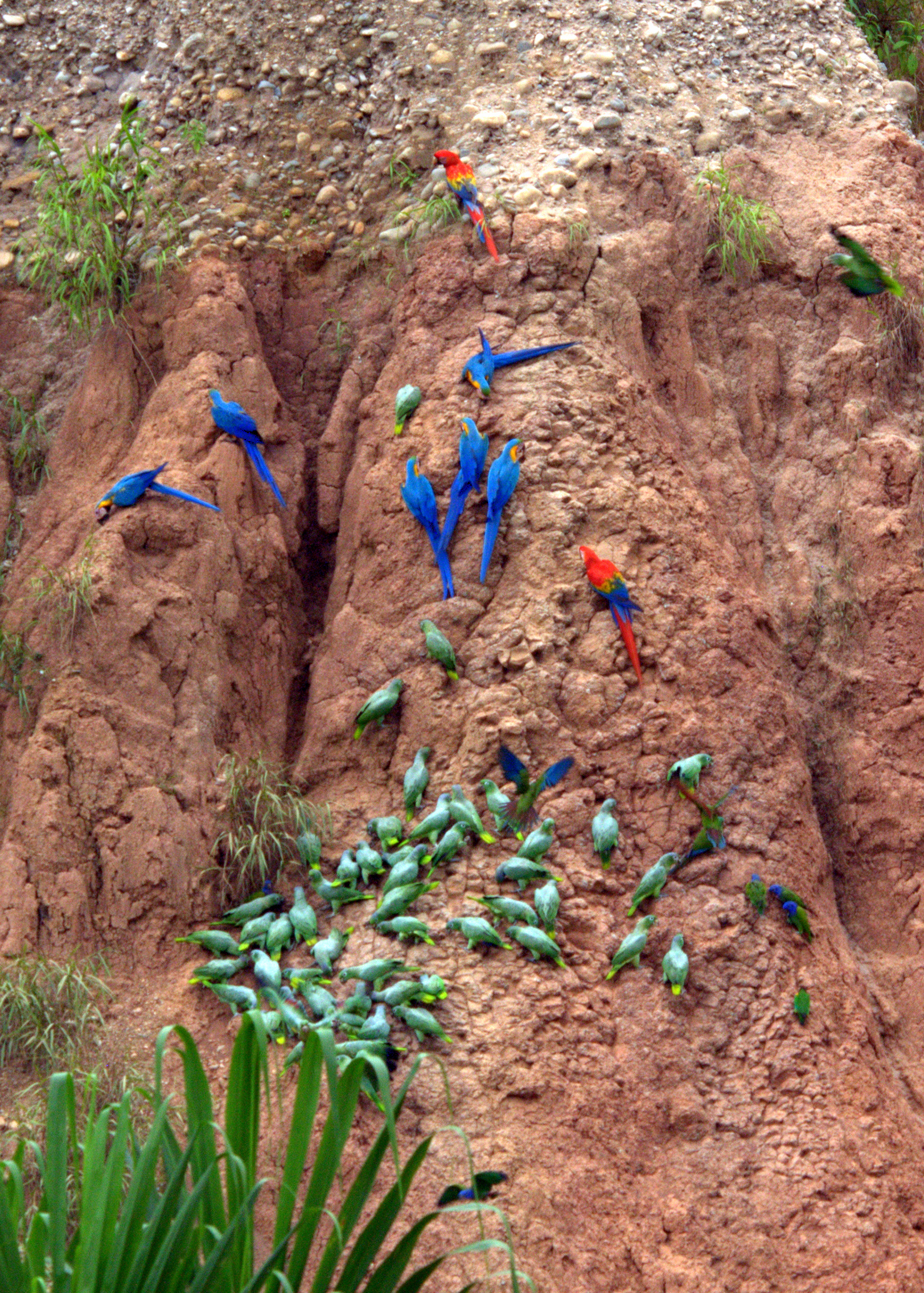
Verschiedene Papageienarten bei der Aufnahme von Lehm

Viele Arten südamerikanischer Papageien wurden bei Tonlecken beobachtet, und Gelbhaubenkakadus wurden beim Einnehmen von Tonen in Papua-Neuguinea beobachtet.

### Fledermäuse
Es gibt Diskussionen darüber, ob Geophagie bei Fledermäusen in erster Linie zur Nahrungsergänzung oder zur Entgiftung dient. Es ist bekannt, dass einige Arten von Fledermäusen regelmäßig Mineralien- oder Salzlecken aufsuchen, um die Mineralstoffaufnahme zu erhöhen. Voigt et al. zeigten, dass sowohl Fledermäuse mit Mineralmangel als auch gesunde Fledermäuse gleich oft Salzlecken aufsuchen. Daher ist es unwahrscheinlich, dass Mineralien der Hauptgrund für Geophagie bei Fledermäusen sind. Darüber hinaus steigt die Präsenz von Fledermäusen bei Salzlecken während Zeiten mit hohem Energiebedarf. Voigt et al. schlussfolgerten, dass Salzlecken bei Fledermäusen hauptsächlich zur Entgiftung dient, um den erhöhten Konsum von giftigen Früchten und Samen zu kompensieren. Dies zeigte sich besonders bei laktierenden und trächtigen Fledermäusen, deren Nahrungsaufnahme zunimmt, um den höheren Energiebedarf zu decken.

### Verarbeitung in der Literatur
- Pearl S. Buck: The Good Earth. Roman. 1931 (dt. Ernst Simon Die gute Erde. 1933).[24]